# Rijkhoven
Rijkhoven est une section de la ville belge de Bilzen située en Région flamande dans la province de Limbourg. C'était une commune à part entière avant sa fusion avec Grote-Spouwen et Kleine-Spouwen pour former la nouvelle commune de Spouwen en 1971.
Le village est situé à 8 kilomètres au nord-est de Tongres.

## Histoire
En 1096, Ida van Bolen fit don d'un terrain situé à Rijkhoven à l'abbaye de Munsterbilzen. L'abbesse et le comte de Looz fondèrent en ce lieu en 1216 la chapelle d'Alden Biesen, qui fut offerte à l'Ordre teutonique en 1220. Celui-ci fonde une commanderie, qui deviendra Landcommanderie. Cette dernière a acquis de nombreuses propriétés à Rijkhoven et dans les environs.
Rijkhoven n'est devenue une commune indépendante qu'en 1870, lorsqu'elle s'est séparée de Bilzen.
Au sens ecclésiastique, elle était subordonnée à la paroisse de Bilzen, jusqu'à ce que Rijkhoven devienne une paroisse indépendante en 1900. En tant qu'église paroissiale, ils avaient accès à lachapelle du château d'Alden Biesen (nl), où les croyants pouvaient auparavant assister aux offices religieux.
En 1971, Rijkhoven fusionne avec Grote-Spouwen et Kleine-Spouwen pour former la nouvelle commune de Spouwen. En 1977, la commune de Spouwen est dissoute et Rijkhoven devient une sous-commune de Bilzen.
Rijkhoven comprend toujours les hameaux de Reek au nord et de Bosselaar à l'est.
Rijkhoven était principalement un village agricole avec, entre autres, des locataires des terres appartenant à Alden Biesen ou à son intendance. Depuis 1990, le nombre d'agriculteurs actifs a systématiquement diminué. En 2019, il n'y avait qu'un seul agriculteur actif non retraité et un seul fruiticulteur actif en plus de quelques agriculteurs amateurs ou retraités dans un scénario d'extinction. La présence d'Alden Biesen assure également le tourisme. Par exemple, la gestion est devenue un hôtel appelé Martin's Rentmeesterij avec une nouvelle construction attenante via Salkmiddels (fermeture des usines Ford à Genk).

## Patrimoine

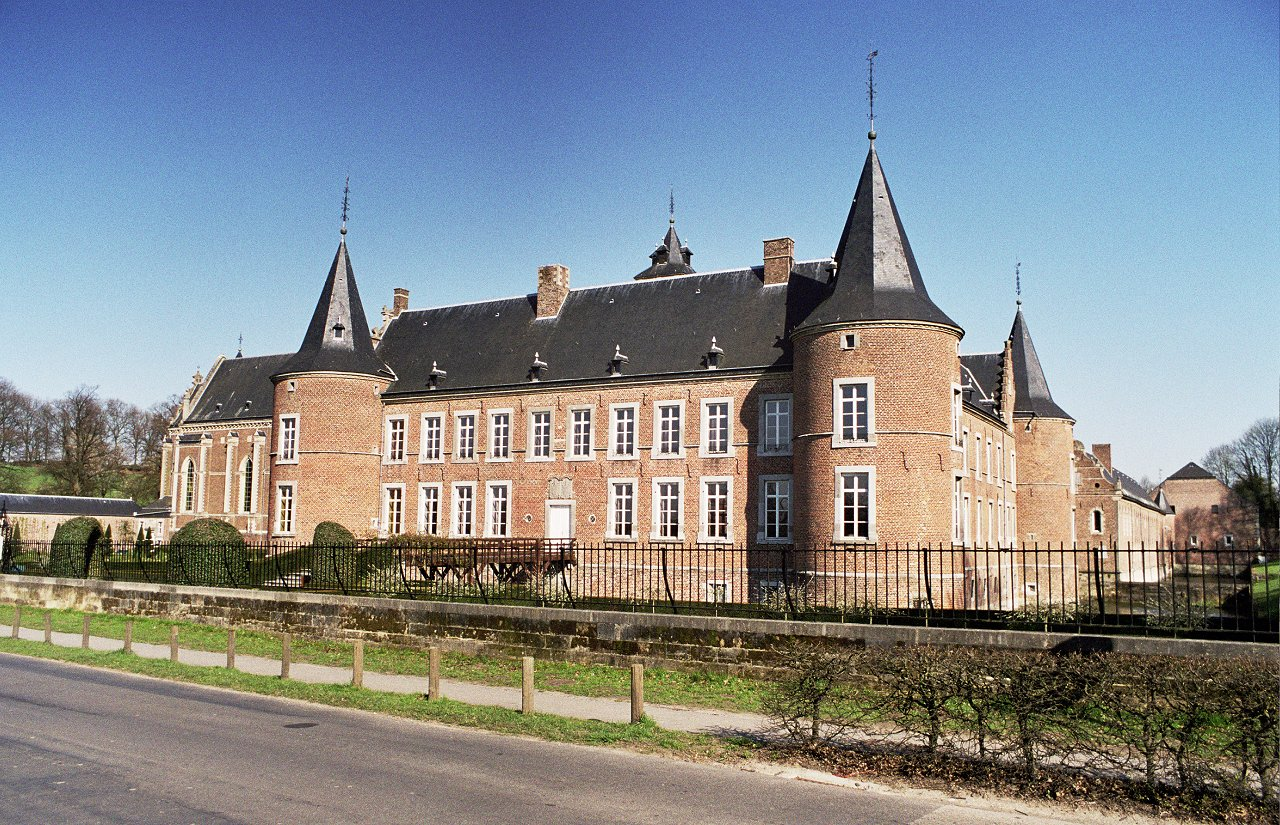
La commanderie d'Alden Biesen

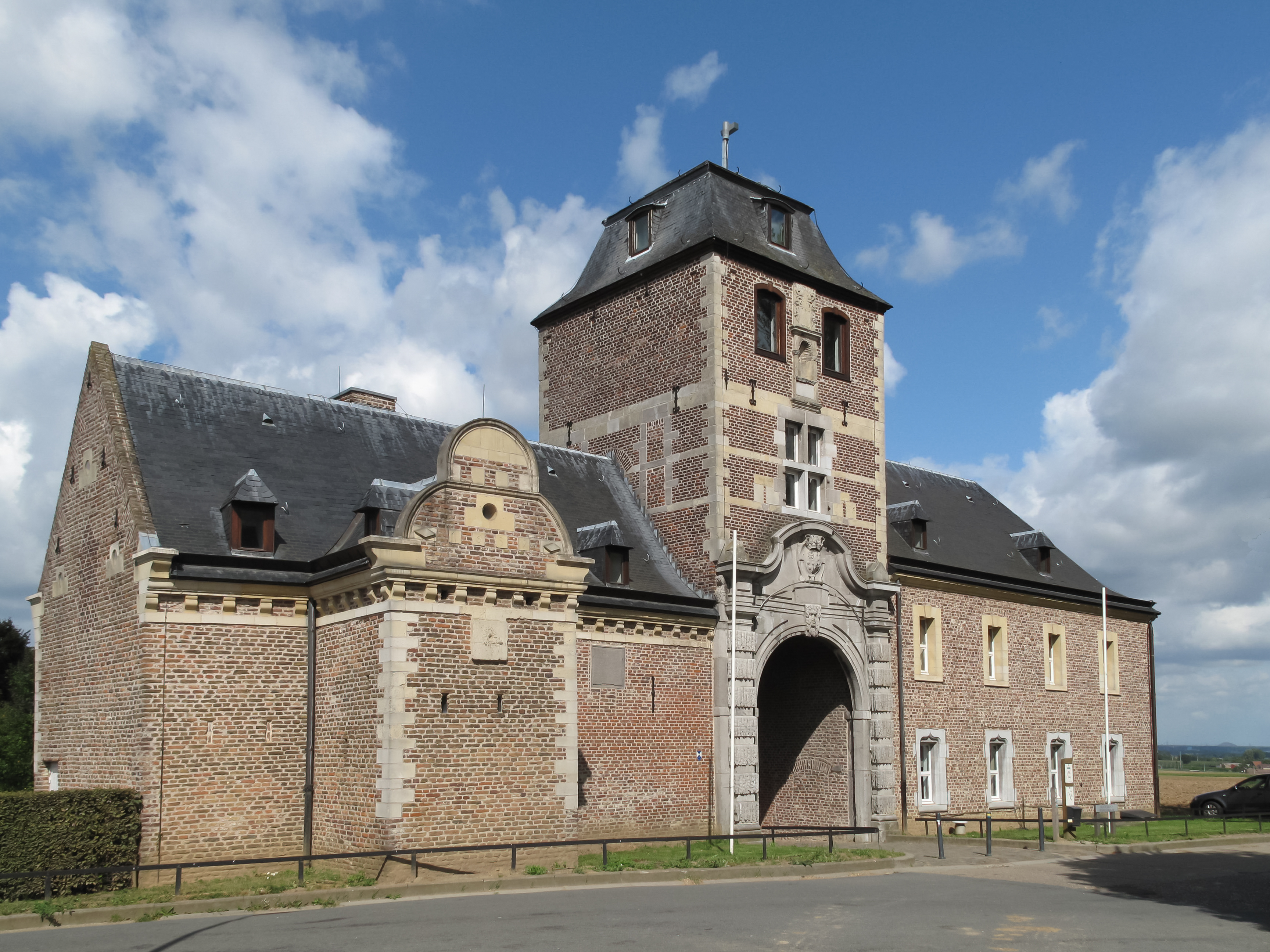
Bâtiment classé

- Commanderie d'Alden Biesen

## Évolution démographique
- Sources: INS, www.limburg.be et Ville de Bilzen